# Lübberbruch
Das Lübberbruch ist ein Platz in der ostwestfälischen Stadt Herford. Ende der 1950er Jahre wurde das Lübberbruch bebaut, so dass es seitdem nicht mehr als Platz wahrgenommen wird. Der Name ist in der Bevölkerung aber weiterhin geläufig.

## Lage
Das Lübberbruch liegt in der Neustädter Feldmark zwischen der Mindener Straße im Osten, der Hansastraße im Norden, der Werrestraße im Westen und der Bruchstraße im Süden.

## Name
Der Name ist auf einen Hof mit dem Namen Libbere zurückzuführen, der sich zur Zeit der Gründung des Frauenstifts und damit der Stadt Herford um 800 in diesem Bereich befand. Außerdem gab es noch die beiden Höfe Adonhusa (Odenhausen) und Herifurth (Oldenhervorde). Vom Hof Libbere haben auch die Lübberstraße, das Lübbertor als eines der fünf Herforder Stadttore, und der Lübbertorwall ihre Namen erhalten.
Dem Namensteil Bruch ist zu entnehmen, dass das Lübberbruch ursprünglich ein Feucht- und Sumpfgebiet war, das im Laufe der Zeit aber ein trockener Platz wurde. Nach dem Bruch ist die südlich verlaufende Bruchstraße benannt.

## Geschichte

### Richtstätte

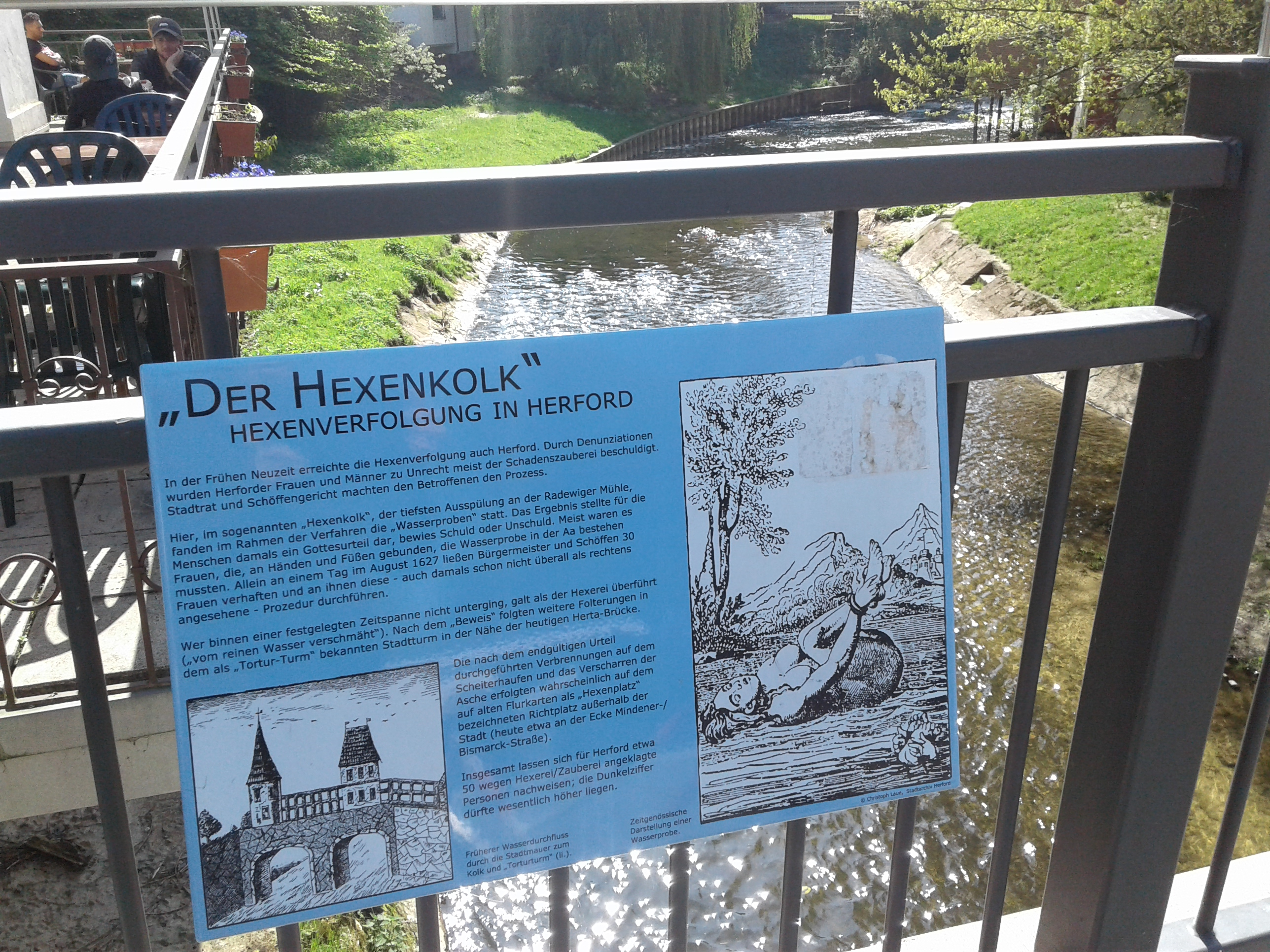
Hexenverfolgungsgedenktafel auf der Radewiger Brücke in Herford

Das Lübberbruch war die Herforder Richtstätte. So erfolgten während der Hexenverfolgungen, die in der Stadt zwischen 1584 und 1654 geschahen, die Hinrichtungen auf dem Lübberbruch. In mindestens 55 Hexenprozessen wurden die meisten Angeklagten verbrannt und die Überreste in der Nähe verscharrt. Die Wasserproben fanden vorher im Hexenkolk an der Radewiger Mühle in der Aa statt.
Anfang des 19. Jahrhunderts sind drei Hinrichtungen auf dem Lübberbruch dokumentiert. So wurde am 4. Mai 1809 ein 25 Jahre alter Tagelöhner und Musikant, der einer Räuberbande angehört hatte, mit dem Schwert enthauptet. Am 13. August 1810 wurde ein Mörder ebenfalls mit dem Schwert hingerichtet.
Im Jahr 1811 wurde in Preußen die Enthauptung mit dem Beil eingeführt.
Die letzte Hinrichtung fand auf dem Lübberbruch am 8. September 1818 statt. Ein Mann wurde wegen Brandstiftung, bei der sein Vater und seine Stiefmutter ums Leben kamen, zum Feuertod verurteilt. Er wurde allerdings nicht verbrannt, sondern mit dem Beil hingerichtet und auf dem Lübberbruch verscharrt. Es war die erste Hinrichtung in der 1815 neu gegründeten Provinz Westfalen.
Die öffentlichen Hinrichtungen fanden oft vor Tausenden von Schaulustigen statt. Ursprünglich sollten sie als Abschreckung dienen, wurden aber immer mehr zu Volksbelustigungen.
Im Juni 1821 wurde die Scharfrichterei in Herford aufgehoben.

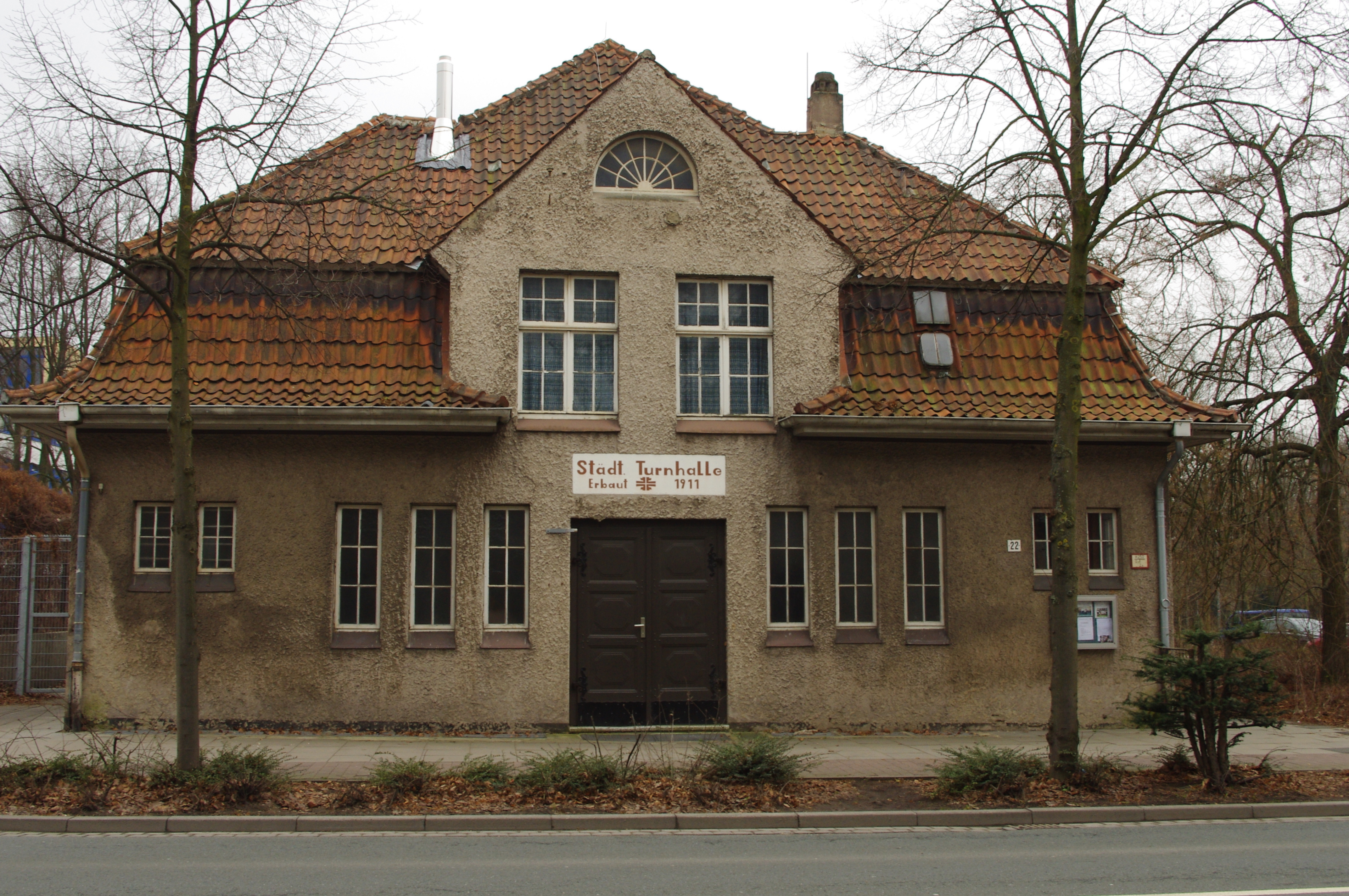
Alte Turnhalle

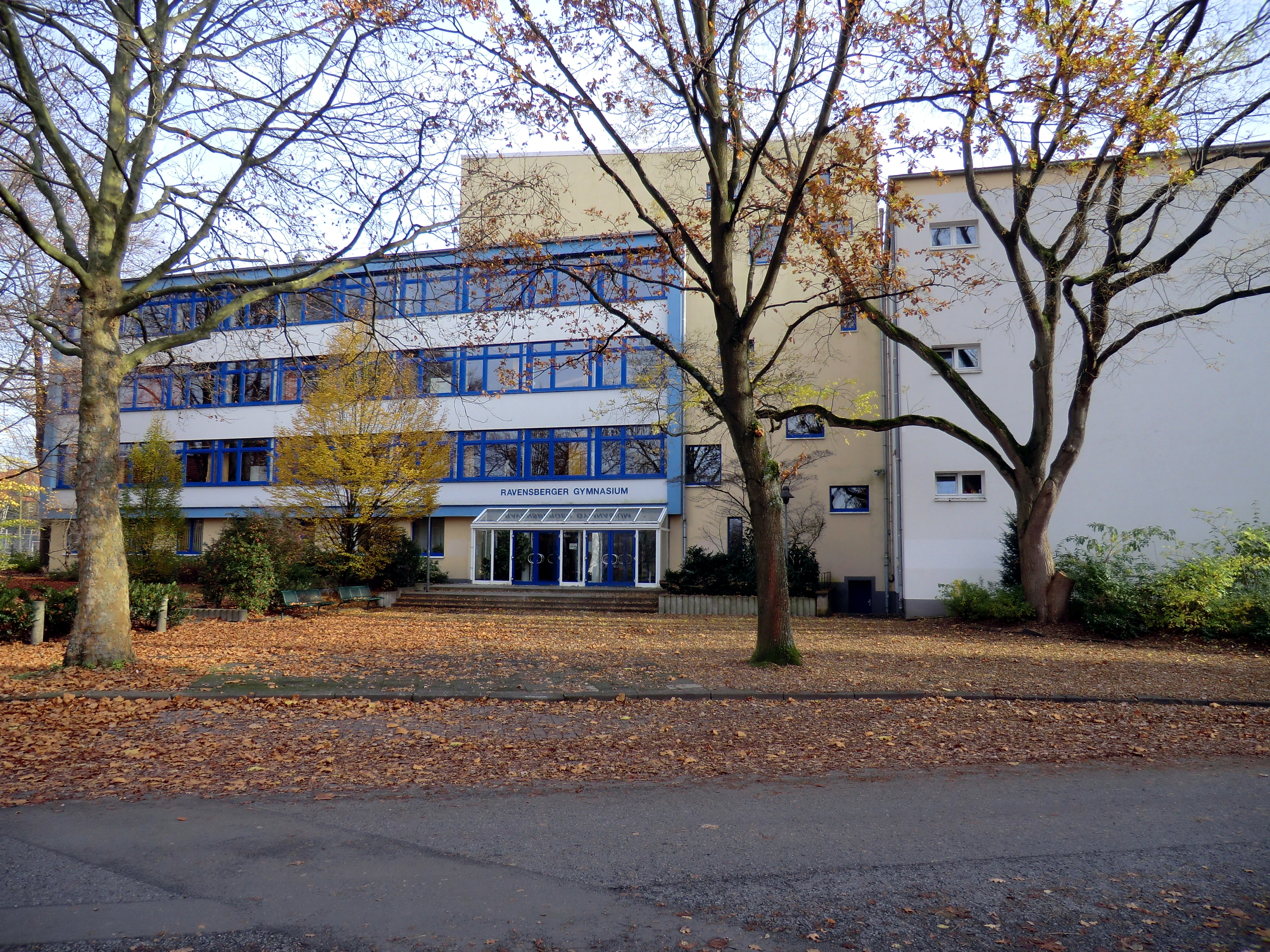
Ravensberger Gymnasium

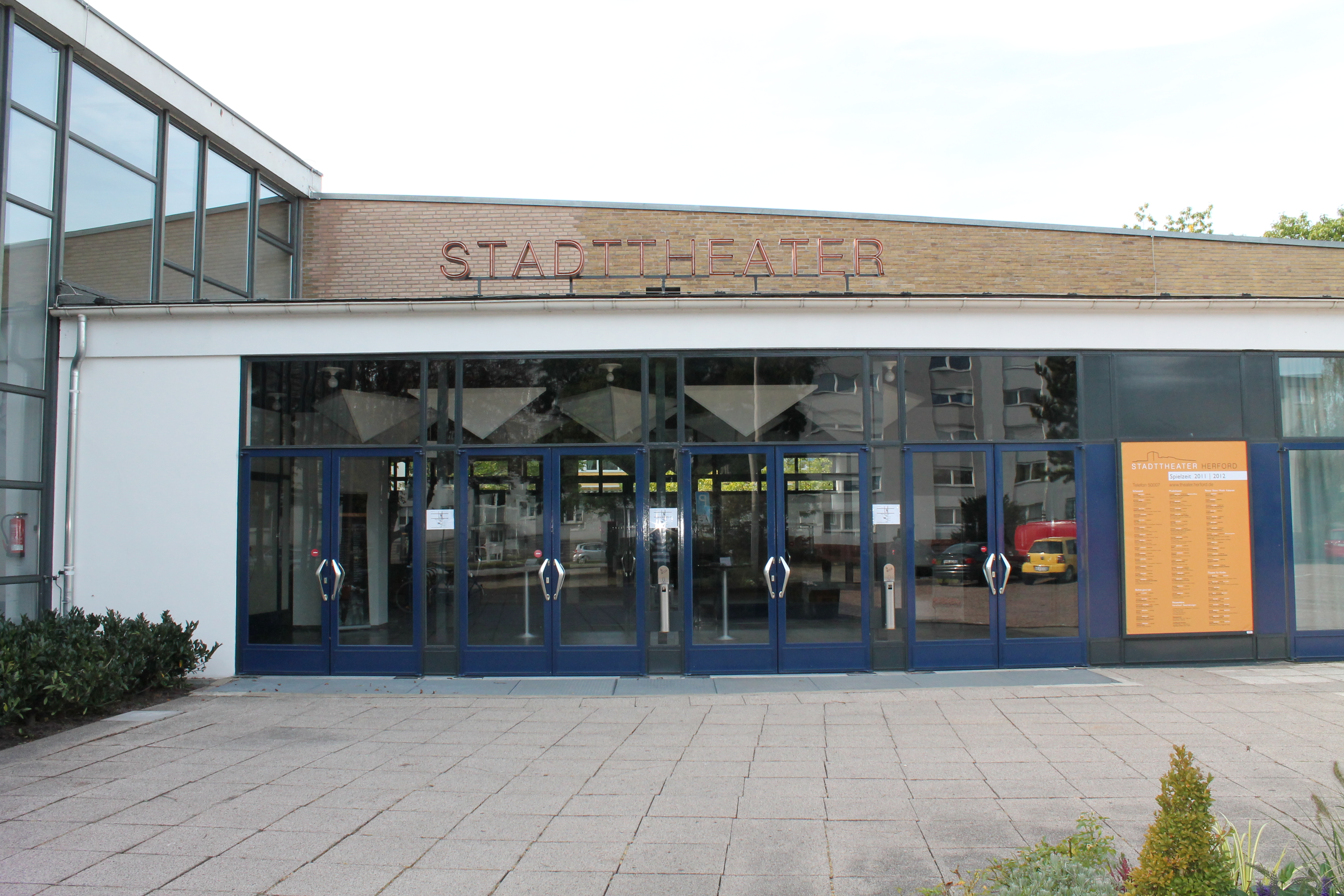
Haupteingang des Stadttheaters

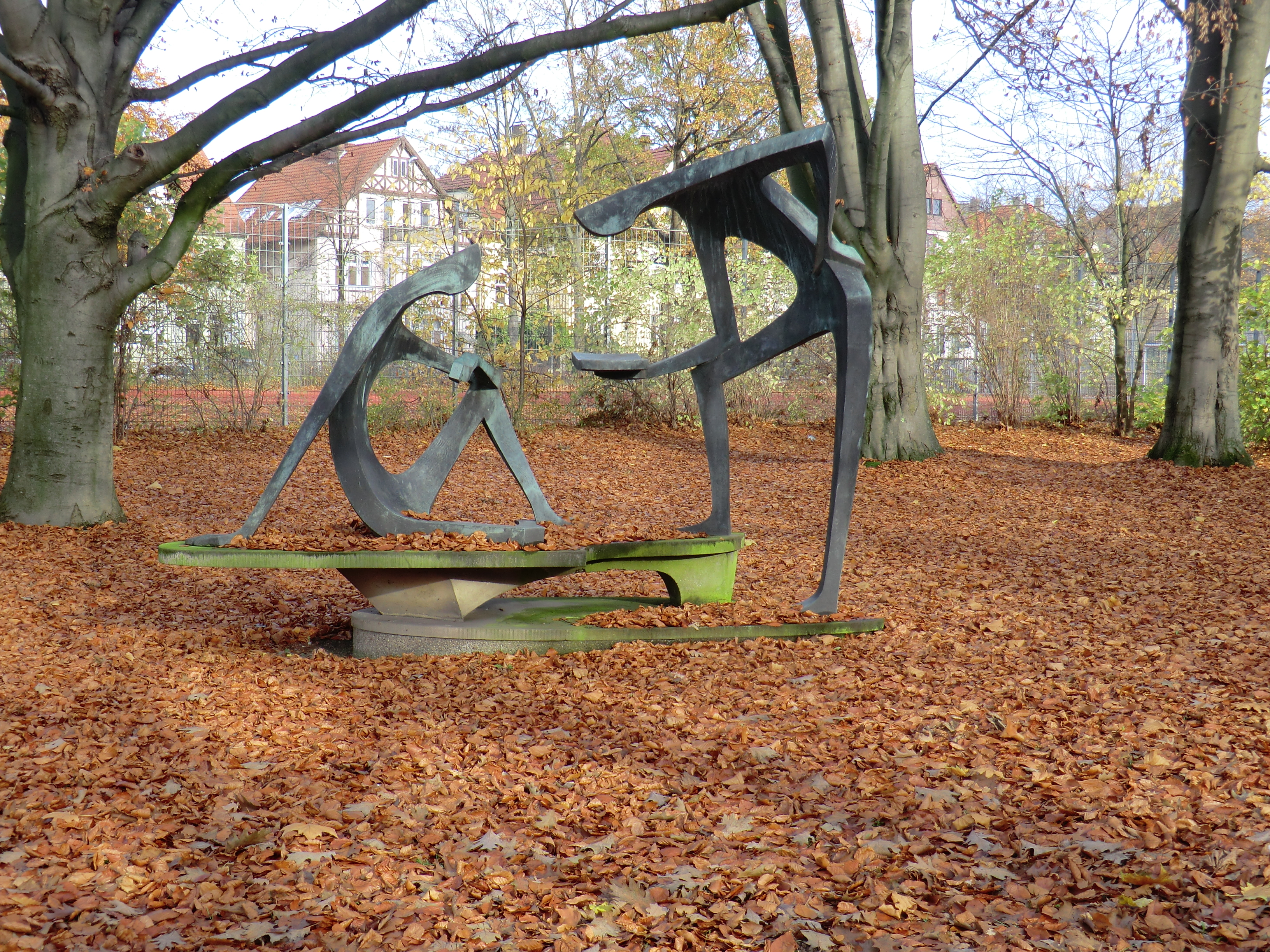
Skulptur von Günter Laurin vor dem Gymnasium

### Weitere ehemalige Nutzungen
Von 1910 bis 1957 war das Lübberbruch Kirmes- und Zirkusplatz, unter anderem fand dort die Herforder Vision statt. Auch Verbrauchermessen wurden dort in großen Zelten durchgeführt. Wegen der Bebauung des Platzes wurden diese Veranstaltungen seitdem auf der Kiewiese in der Nähe des Ludwig-Jahn-Stadions und des Otto-Weddigen-Bades (heute H2O) durchgeführt.
Vor dem Zweiten Weltkrieg fanden dort unter anderem Paraden der Garnison Herford statt, nach dem Krieg war dort ein Militärlager der britischen Streitkräfte mit vielen Nissenhütten.
Am heutigen Standort des Stadttheaters war 1946 ein Kohlenplatz der Firma Gieseler mit einer Baracke. In der Baracke traf sich 1946 die noch illegale Herforder Pfadfindergruppe. In einem anderen Bereich befand sich ein Löschwasserteich.

## Bebauung und Nutzung
Am nordwestlichen Rand des Lübberbruchs steht an der Hansastraße die unter Denkmalschutz stehende 1911 erbaute Turnhalle, die von der Turngemeinde Herford und dem Ravensberger Gymnasium genutzt wird. Nach umfangreichen Sanierungs- und Umbauarbeiten in den Jahren bis 2023 kann die Halle als Quartierstreff mit vielfältigen Möglichkeiten genutzt werden. Neben der Nutzung durch verschiedene Schulen können auf einer mobilen Bühne Theateraufführungen durchgeführt werden, Vereine und Privatpersonen können Veranstaltungen, Feiern und Projekte durchführen. Unter anderem stehen ein Tagungsraum, ein Büro, eine Teeküche und eine Theke zur Verfügung.
1952 wurde am südlichen Rand an der Bruchstraße das Kinogebäude für die Weltlichtspiele eröffnet. Nach der Schließung des Kinos zog 1986 der Tanzclub Grün-Gold in das Gebäude ein. Richtung Mindener Straße schließen sich weitere Gebäude an.
Das ab November 1957 erbaute Ravensberger Gymnasium mit einer neuen Turnhalle wurde im April 1960 bezogen. Das benachbarte Stadttheater, das gleichzeitig die Aula des Gymnasiums ist, wurde im September 1961 eröffnet. Nördlich des Schulhofs wurden zwischen der alten und der neuen Turnhalle parallel zur Hansastraße Schulsportanlagen mit Laufbahnen und Ballspielfeldern angelegt. Insbesondere für Besucher des Stadttheaters befindet sich am Theatereingang an der Kreuzung Mindener Straße/Hansastraße ein Parkplatz. Eine weitere Parkfläche gibt es westlich der alten Turnhalle an der Kreuzung Hansastraße/Werrestraße.
Auf dem Rasen vor dem Haupteingang des Ravensberger Gymnasiums steht eine etwa 2,50 Meter hohe und vier Meter breite Bronzeskulptur des Künstlers Günter Laurien. Dargestellt sind zwei abstrakte Figuren, wobei sich eine stehende Person zu einer sitzenden herabbeugt.